# مجانب

نمودار تابعی با مجانب‌های افقی، عمودی و مایل

یک منحنی که مجانبش را بی‌نهایت بار قطع می‌کند.

در هندسهٔ تحلیلی مُجانب یک منحنی، خطی است که فاصلهٔ منحنی از آن در بی‌نهایت به صفر نزدیک می‌شود. برخی از کتب مرجع قدیمی‌تر شرط عدم برخورد خط با منحنی در هر همسایگی بی‌نهایت را نیز ذکر کرده‌اند، اما کتب مرجع امروزی‌تر این شرط را لازم ندانسته‌اند. در برخی حوزه‌های دیگر، مثلاً هندسهٔ جبری، مجانب به صورت خطی تعریف می‌شود که در بی‌نهایت بر منحنی مماس است.
مجانب‌ها بر سه قسم‌اند: افقی، عمودی، و مایل. برای منحنی‌های به شکل نمودار تابع y = ƒ(x)‎، مجانب‌های افقی خطوطی هستند که نمودار تابع به هنگامی که x به ‎+∞‎ یا ‎−∞‎ میل می‌کند، به آن خطوط نزدیک می‌شود. مجانب‌های عمودی خطوطی عمودی هستند که تابع در نزدیکی آن‌ها بی‌کران افزایش یا کاهش می‌یابد. وهمچنین مجانب به دو زاویه ای در هندسه گفته می‌شود که مجاور و مکمل یکدیگر باشند.